# Sydlig mestangara
För tangaran Catamblyrhynchus diadema, se plyschpanna.
Sydlig mestangara (Xenodacnis parina) är en fågel i familjen tangaror inom ordningen tättingar.

## Utseende och läte
Mestangarorna är unika, små tangaror. Hanen är gnistrande djupblå, honan orangebrun med små blå fläckar på huvud, vingar och stjärt. Sången består av en explosiv serie med stigande eller fallande visslingar, blandat med sträva väsande och raspiga ljud.

## Utbredning och systematik
Sydlig mestangara förekommer i dalar i Anderna i sydcentrala Peru (Junín, Ayacucho, Apurímac och Cuzco). Den inkluderade tidigare nordlig mestangara (X. petersi), då under namnet mestangara.

## Levnadssätt
Sydlig mestangara förekommer på hög höjd i bergstrakter där den föredrar Polylepis-skogar. Den kan också hittas i andra fuktiga skogsbryn och buskmarker. Fågeln påträffas ofta i små artrena flockar.

## Status och hot
Arten har ett stort utbredningsområde, men tros minska i antal, dock inte tillräckligt kraftigt för att den ska betraktas som hotad. Internationella naturvårdsunionen IUCN listar arten som livskraftig (LC).